# Alkatiri (Familie)
Die Familie Alkatiri ist eine arabischstämmige Familie in Osttimor, von denen mehrere Nachkommen von Amude Alkatiri seit den 1970er-Jahren verschiedene wichtige Rollen im Lande spielen. Prominentestes Mitglied der Familie ist Marí Bin Amude Alkatiri, der zweimal Premierminister Osttimors war.

## Geschichte

### Herkunft
Die Kathiri bilden im Jemen einen der größten und bekanntesten Stämme. Dieser Stamm zog im 15. Jahrhundert von Sanaa nach Hadramaut, wo sie das Kathiri-Sultanat gründeten. Das Sultanat ging mit Ende der britischen Kolonialzeit unter und ging in der Republik Südjemen 1967 auf.
Die Hadramis bildeten Handelsnetzwerke von der Ostküste Afrikas bis in den Malaiischen Archipel. Als es im Hadramaut zum Zusammenbruch der politischen Ordnung kam, wanderten viele Araber von dort aus und ließen sich rund um den Indischen Ozean an jenen Orten nieder, wo sie seit Jahrhunderten Handel betrieben hatten. Hier vermischten sie sich mit der einheimischen Bevölkerung, gründeten Schulen für religiösen und weltlichen Unterricht und hatten Einfluss nicht nur im Handel, sondern auch im Islam Südostasiens.
Im 19. Jahrhundert siedelten Hadhramis, die sich bereits teilweise mit der südostasiatischen Bevölkerung vermischt hatten, auch in der Kolonie Portugiesisch-Timor. Ihre Zahl blieb aber klein. 1949 zählte die arabische Gemeinde in der Kolonie 146 Köpfe. Die Araber gründeten in Kampung Alor ihr eigenes Stadtviertel der Hauptstadt Dili.
Als Händler standen die Alkatiris in Konkurrenz zur chinesischen Gemeinde auf Timor, weswegen die arabischen Neuankömmlinge sich auf Landwirtschaft umstellten. Noch die erste Generation kaufte Land im benachbarten Fatuhada Land und die Familie lebte nun vom Reisanbau.

### Kolonial- und Besatzungszeit
Während der japanischen Besatzung (1942–1945) kollaborierten Teile der arabischen Gemeinde mit den Invasoren. Nach der Wiederherstellung der portugiesischen Herrschaft zeigten einige Araber Sympathien für den neuen, mehrheitlich muslimischen Nachbarstaat Indonesien. In der Familie Alkatiri gab es mit Ende der Kolonialzeit sowohl Befürworter eines Anschlusses Osttimors an Indonesien, als auch Mitglieder der linksgerichteten FRETILIN, die einen unabhängigen Staat anstrebte. Durch indonesischen Intrigen kam es zum Bürgerkrieg in Osttimor 1975, aus dem die FRETILIN siegreich hervorging. Sie rief am 28. November 1975 die Unabhängigkeit aus, neun Tage später besetzte Indonesien das Land. 24 Jahre herrschte ein Guerillakrieg, bis Osttimor 1999 unter UN-Verwaltung kam und 2002 schließlich in die Unabhängigkeit entlassen wurde. Die Alkatiris blieben muslimischen Glaubens, auch wenn Osttimor inzwischen nahezu vollständig katholisch ist.

## Prominente Mitglieder der Familie

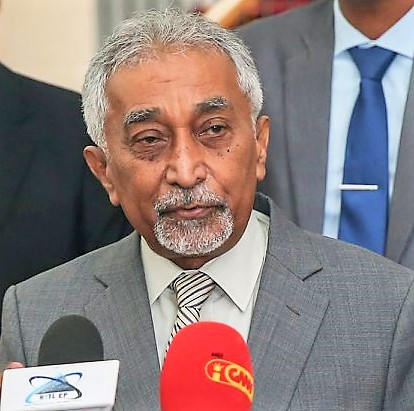
Marí Bin Amude Alkatiri (2020)

Zu den Einwanderern im 19. Jahrhundert gehören auch die beiden Großväter der dritten Generation, die direkt aus Hadramaut kamen. Die Großmütter waren Timoresinnen aus Maubara (die Frau von Azan bin Umar Al-Katiri) und Venilale. Azan stiftete das Land für die Annur-Moschee, der heutigen Hauptmoschee Osttimors. Der Vater Amude (auch Hamud geschrieben) Alkatiri galt als verarmt und hatte insgesamt sechs Söhne und fünf Schwestern. Dazu kamen aus der ersten Ehe weitere Geschwister, so dass Amude 18 Kinder hatte, die alle bei ihm aufwuchsen. Alle Kinder von Amude Alkatiri und seiner zweiten Frau überlebten die indonesische Besatzungszeit.
Marí Bin Amude Alkatiri (* 1949) engagierte sich schon in jungen Jahren für die Unabhängigkeit der Kolonie. Ab 1970 studierte er in Angola und Mosambik und arbeitete dann in Dili als Verwaltungsbeamter im Bauamt. Marí wurde 1974 Gründungsmitglied der FRETILIN und Sekretär für politische Angelegenheiten. Nach der Ausrufung der Unabhängigkeit wurde er im Kabinett Minister für Politische Angelegenheiten. Noch vor der indonesischen Invasion reiste Marí ins Ausland, um für Unterstützung des neuen Staates zu werben. Er lebte nun in Mosambik. Ab 1977 war er Außenminister der Exilregierung. Nach Übernahme der Kontrolle in Osttimor durch die Vereinten Nationen kehrte Marí nach Osttimor zurück. Er wurde Wirtschaftsminister in der I. Übergangsregierung Osttimors, Chefminister in der II. Übergangsregierung und mit der Entlassung in die Unabhängigkeit 2002 Premierminister bis 2006. Das Amt hatte er nochmal von 2017 bis 2018 inne.

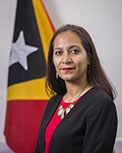
Nurima Ribeiro Alkatiri

Verheiratet ist Marí Alkatiri mit der katholischen Timoresin Marina Ribeiro Alkatiri. Sie war zwischen 2009 und 2014 Botschafterin für Osttimor in Mosambik. Die gemeinsame Tochter Nurima Ribeiro Alkatiri (* 1982) zog 2017 als Abgeordnete in das Nationalparlament Osttimors ein. Nurima hat noch zwei jüngere Brüder, Lukeno und Solok.
Marís Bruder Ali bin Amude Alkatiri (1945–2017) wurde 1975 Mitglied des Zentralkomitees der FRETILIN (CCF) und beteiligte sich am Kampf gegen die indonesische Besatzung.
Der zwei Jahre jüngere Bruder Djafar Bin Amude Alkatiri (1947–2021) war von 2002 bis 2004 osttimoresischer Botschafter in Malaysia. Djafar gehörte die Tafui Oil Company Ltd. die von der Regierung Marí Alkatiris mit der Belieferung von Brennstoff für die Elektrizitätswerke Osttimors beauftragt wurde, was den Vorwurf der Vetternwirtschaft einbrachte.
Djafars Tochter Nur Aini Djafar Alkatiri ist Finanzbeamtin und war (Stand 2019) stellvertretende Gouverneurin der Zentralbank von Osttimor.
Tomás Bin Amude Alkatiri ist ein weiterer Sohn von Amude Alkatiri und mit der Schwägerin des Politikers und Freiheitskämpfers Nicolau dos Reis Lobato verheiratet. Trotzdem war er ein glühender Unterstützer der APODETI, die den Anschluss Osttimors an Indonesien anstrebte.
Der Bruder Ahmad Bin Hamud Alkatiri († 13. Februar 2022) war in der Besatzungszeit Chef des osttimoresischen Zweigs der pro-Jakarta-Jugendorganisation Pemuda Pancasila. Im unabhängigen Osttimor war er Eigentümer der Firma Hidayat, die die neue Militärkaserne in Baucau baute.
Der jüngste der Brüder, Bader bin Amude Alkatiri ist Besitzer der Firma Cavalo Bravo PTY, die sich in den ersten Jahren des unabhängigen Osttimors um Waffenimporte für Nationalpolizei Osttimors (PNTL) und Verteidigungskräfte Osttimors (F-FDTL) kümmerte. In der Firmenregistrierung wird auch der Import von schweren Waffen, wie Panzern, Helikoptern und Booten aufgeführt, laut Bader wurde von seiner Firma aber nur Munition für die Polizei importiert. Auch Aufträge für den Straßenbau erhielt Bader von der Regierung. Bei Unruhen im Dezember 2002 wurde das Haus von Bader, ebenso wie das von Marí, von Demonstranten niedergebrannt.